# 劉黎
劉黎（?—?），东晋彭城人，是祆教徒（《晋书》称之为妖贼）。
晋孝武帝太元十四年（389年）春正月，刘黎在皇丘称皇帝，与晋朝分庭抗礼。彭城太守、龙骧将军刘牢之率军讨平劉黎。